# Carlos Franco Invitational
De Carlos Franco Invitational is een toernooi voor golfprofessionals.
Het toernooi wordt georganiseerd op de Carlos Franco Golf & Country Club in Asunción, Paraguay, De eerste editie was in 2004. Vanaf 2007 telt het ook mee voor de Argentijnse TPG Tour, en vanaf 2008 ook voor de Tour de las Americas.

## Winnaars
| Jaar | Winnaar            | Score |
| ---- | ------------------ | ----- |
| 2004 | Daniel Barbetti    |       |
| 2005 | Raúl Fretes        | 209   |
| 2006 | Diego Vanegas      |       |
| 2007 | Marco Ruiz         | 279   |
| 2008 | Clodomiro Carranza | 280   |
| 2009 | Agustin Jauretche  | 280   |

### Play-off
In 280 won Carranza de play-off van César Monasterio.